# 아바 티베트족 창족 자치주
아바 티베트족 창족 자치주(중국어 간체자: 阿坝藏族羌族自治州, 병음: Ābà Zàngzú Qiāngzú Zìzhìzhōu, 티베트어 와일 표기법: Rnga-ba Bod-rigs dang Chavang-rigs rang skyong khu)는 쓰촨성에 위치한 티베트족 자치주이다. 중심지는 마얼캉현이다. 면적은 83,201 km2이다.
아바는 2008년 쓰촨성 대지진의 진원지로 2만 명이 넘는 사람들이 사망했다.

## 지리
쓰촨성 서북부에 위치하고, 청두 평원에 가깝다. 북쪽은 칭하이성, 간쑤성과 접해, 서쪽과 남쪽은 각각 청두시, 몐양시, 더양시, 야안시, 간쯔 티베트족 자치주와 접한다. 자치주 내에는 해발 4,000m에서 5,000m이상에 이르는 민산 산맥이 우뚝 솟아 민강 등 장강 수계의 여러 대하가 출발해 남쪽으로 흐른다. 북부에서는 황하 수계의 강이 초원을 흐른다.

## 역사
기원전 316년, 진이 전저도(湔氐道)를 지금의 쑹판현에 두었고, 한대에는 문산군(汶山郡)이 놓여졌다. 송대에는 무주 통화군(通化郡), 위주 유천군(維川郡)의 땅이 되었다.
원대에 토사제도가 시작되었고, 명대에 무주, 위주, 송반위가 두어졌으며 청은 무주, 이번청, 송반청, 무공청을 설치했다.
아바의 대부분은 중화민국이 세워질 때 쓰촨성 제16행정독찰구(四川省第十六行政督察區)의 관할이었다. 중화민국의 군대는 중화인민공화국의 군대에 패배했고, 1952년 말에 쓰촨 티베트족 자치주가 설치되었다. 1956년에 아바 티베트족 자치주로 개칭되었고, 1987년에 아바 티베트족 창족 자치주로 바뀌었다.
2008년 5월 12일에 자치주 남쪽의 원촨현에 대지진이 발생했다. 이 지진으로 자치주에서 20,258명이 사망하고, 45,079명이 부상당했으며, 7,696명이 실종되었다.

## 경제
성도 청두에 가까워, 경제 상태는 비교적 좋다. 2003년의 생산총액(GNP)은 51.72억 위안이었다. 관광업, 수력발전, 광업이 주를 이룬다. 많은 세계 유산이 있어서 국내외로부터 많은 관광객이 모여들어 관광업도 활발하다.

## 행정 구역

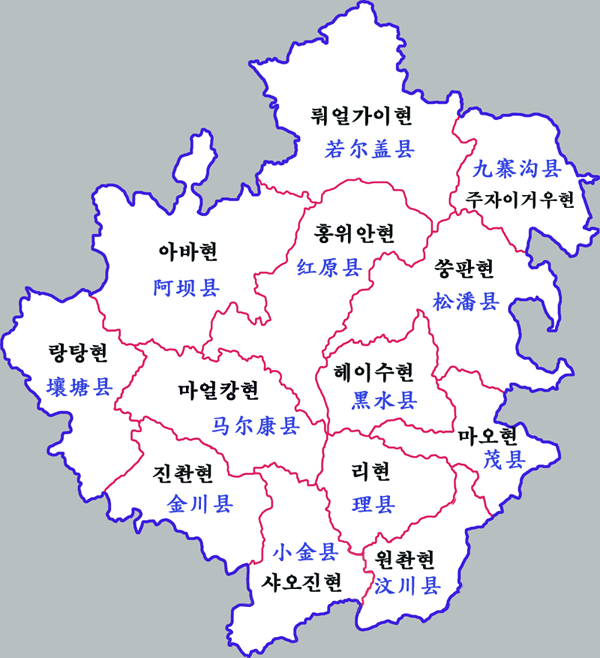
아바 티베트족 창족 자치주 현급 행정구역도

1개 현급시, 12개 현을 관할한다.
- 마얼캉시(바르캄시)(马尔康市)
- 주자이거우현(九寨沟县)
- 훙위안현(红原县)
- 원촨현(汶川县)
- 아바현(阿坝县)
- 리현(理县)
- 뤄얼가이현(조이거현)(若尔盖县)
- 샤오진현(小金县)
- 헤이수이현(黑水县)
- 진촨현(金川县)
- 쑹판현(숭취현)(松潘县)
- 랑탕현(잠탕현)(壤塘县)
- 마오현(茂县)

## 인구
티베트족이 53.7%, 한족이 24.7%, 창족이 18.3%, 후이족이 3.1%이다.
| 민족     | 주민    | %      |
| -------- | ------- | ------ |
| 티베트족 | 455,238 | 53.72% |
| 한족     | 209,270 | 24.69% |
| 창족     | 154,905 | 18.28% |
| 후이족   | 26,353  | 3.11%  |
| 만주족   | 373     | 0.04%  |
| 먀오족   | 266     | 0.03%  |
| 이족     | 205     | 0.02%  |
| 몽골족   | 202     | 0.02%  |
| 투자족   | 182     | 0.02%  |
| 바이족   | 101     | 0.01%  |
| 좡족     | 95      | 0.01%  |
| 기타     | 278     | 0.03%  |